# Толстихин, Пётр Тимофеевич
Пётр Тимофеевич Толстихин (27 января 1927, Черногорск, СССР — 13 мая 2002, Санкт-Петербург, Россия) — советский яхтсмен, участник Олимпийских игр 1956 года в Мельбурне, двукратный чемпион СССР, организатор парусного спорта в СССР и Российской Федерации, директор Спортивно-концертного комплекса им. В. И. Ленина (1979—2001).

## Биография
Родился в шахтёрском городе Черногорск на юге Красноярского края. Мечтал о профессии лётчика, к 16-и годам научился прыгать с парашютом, управлять планером, а затем и самолетом И-16 в ОСОАВИАХИМ. В 1944 г. уехал в Донбасс, работал проходчиком в шахте. Проявил организаторские способности, был избран комсоргом ЦК ВЛКСМ. Был призван на службу во флот в Ленинграде, отслужил 5 лет, остался на сверхсрочную службу.
В начале 50-х годов ХХ-го века на него обратил внимание заслуженный мастер спорта СССР, начальник Центрального яхт-клуба Министерства обороны Иван Матвеев. Крепкий физически, смелый и сообразительный Пётр Толстихин вошёл шкотовым в экипаж «Дракона» Матвеева. Вместе с Иваном Матвеевым и Андреем Мазовкой дважды становился чемпионом СССР, выигрывал Балтийскую и Черноморскую регаты, побеждал на гонках в Финляндии, в Швеции и в Германии. Кульминацией карьеры шкотового для Петра Толстихина стало участие в Олимпийских играх 1956 года в Мельбурне.
Стремясь к самостоятельности, Толстихин перешёл в тогда новый класс швертботов-двоек «Летучий голландец» и, быстро прогрессируя, стал серебряным призёром чемпионата СССР, уступив только А. Шелковникову, бывшему на тот период одним из сильнейших в мире. К 40 годам Пётр Тимофеевич окончил Школу тренеров, а за ней Институт физической культуры им. П. Ф. Лесгафта.
Зимой 1968 г. Толстихину предложили должность директора Центрального яхт-клуба ДСО «Труд». Сумел получить значительные инвестиции от Леноблсовпрофа на обновление спортивного и обеспечивающего флота, в Москве добивается решения ВЦСПС и Совмина РСФСР о выделении средств на завершение реконструкции яхт-клуба, включающее намыв новой территории, строительство холодного эллинга, столярной и механической мастерских, западной гостевой гавани. Деловая активность директора яхт-клуба не осталась без внимания руководства профсоюзов. Петра Толстихина назначили директором крупнейшего на тот момент спортивного комплекса в Ленинграде — Дворца спорта «Юбилейный». Под его руководством дворец вышел на самоокупаемость и стал зарабатывать прибыль. Полученные от эффективной эксплуатации доходы, «Юбилейный» вкладывал не только в собственное развитие, но и в знаменитую на весь мир школу фигурного катания Игоря Москвина.
В 70-х годах ХХ-го века Пётр Толстихин вместе с известным яхтсменом и тренером Эдуардом Стайсоном и начальником Главленинградстроя Кугушевым Игорем Николаевичем добился выделения инвестиций в строительство и реконструкцию трёх крупнейших ленинградских яхт-клубов: Центрального, Балтийского морского пароходства и Кировского завода.
Заметным вкладом П. Т. Толстихина в парусную историю стали гонки на «Кубок Балтийского моря». Начало проведения Балтийского марафона было положено в 1969 году. Инициатором гонки выступил ответственный секретарь редакции сборника «Катера и Яхты» Дмитрий Антонович Курбатов. Пётр Тимофеевич подключился к организации гонок в 1971 г. На пике развития число яхт, участвующих в «Кубке Балтики» превысило 100, протяжённость маршрута превысила 1000 миль. Для советского парусного спорта показатели были рекордными. Выезжал на мировые и европейские чемпионаты в классе буеров «DN» руководителем делегации сборной команды СССР. В 1988 году П. Т. Толстихин был директором Оргкомитета чемпионатов мира и Европы в классе «DN», проводившихся в Ленинграде.
Скоропостижно скончался 13 мая 2002 года. Похоронен на Стрельнинском кладбище.

## Государственные награды
- Орден «Знак Почёта».
- Орден «Почёта».
- Заслуженный работник физической культуры Российской Федерации.